# Vadászebek csillagkép

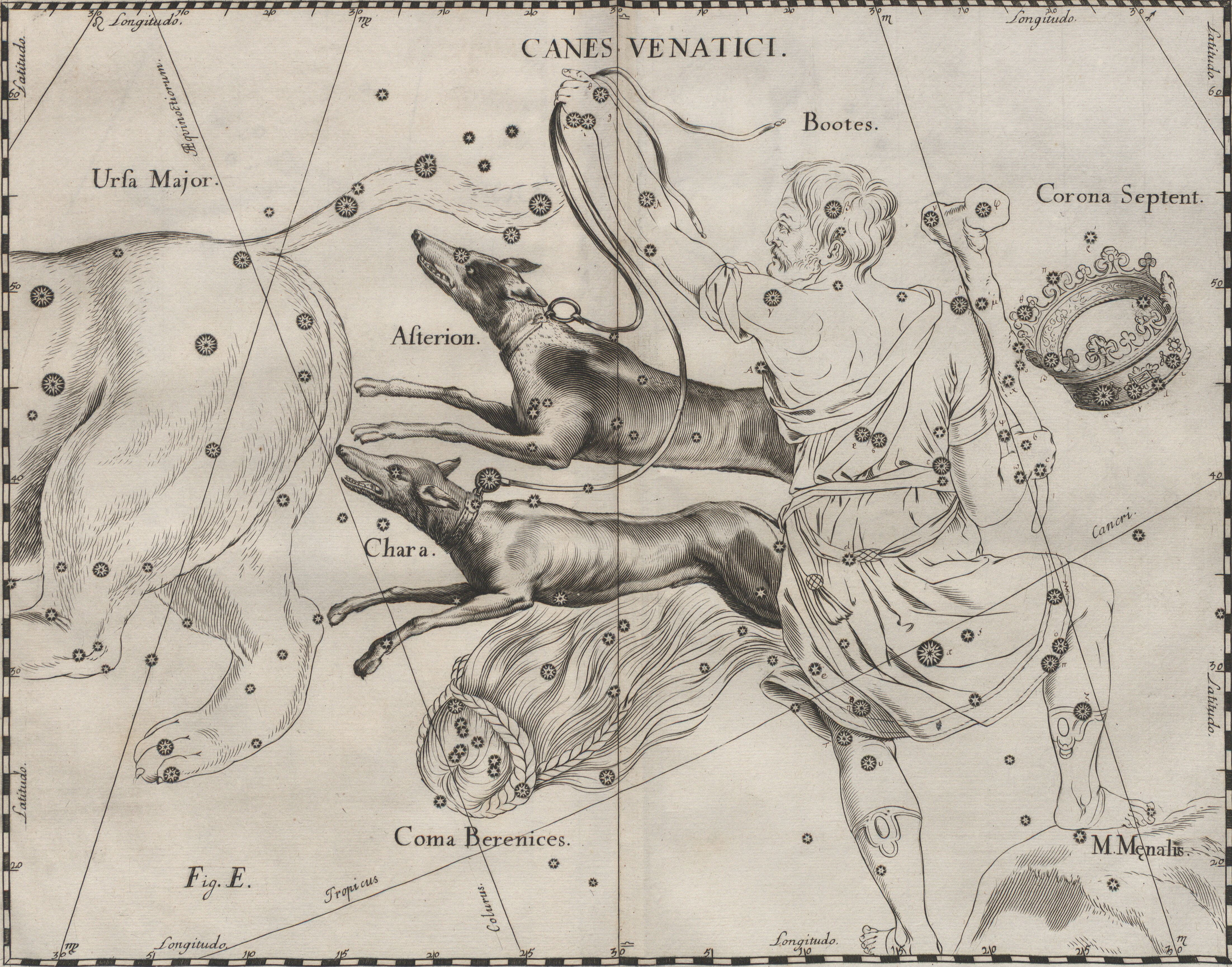
A Vadászebek csillagkép

A Vadászebek (latin: Canes Venatici) egy csillagkép.

## Története, mitológia
A csillagkép egykor az Ursa Maior része volt, most Boötes (Ökörhajcsár, más ismert nevén Pásztor) tartja pórázon a két vadászebet.
A név körül sorozatos fordítási hibák jöttek létre: görögről arabra a dárdanyelet pásztorbotra, ezt pedig latinul kutyákra fordították. A kutyákat végül Johannes Hevelius önálló csillagképként helyezte el az égen 1687-ben.

## Látnivalók

### Csillagok
- α Canum Venaticorum: Cor Caroli (Károly szíve). Edmond Halley nevezte el így ezt a kettőscsillagot II. Károly angol király tiszteletére. A fő komponens kékesfehér színű, 2m9 fényrendű csillag egy ötödrendű kísérővel, amely már kis távcsővel is látható.
- β CVn - Asterion (Ἀστερίων): G0 színképtípusú , negyedrendű, a Földtől 30 fényév távolságra lévő törpecsillag.
- γ CVn - La Superba: vörös színű, N3 színképtípusú csillag, a fényessége 160  naponként 4,8-6,3 között változik,

### Mélyégobjektumok
- M3: gömbhalmaz
- M51: galaxis
- M63: galaxis
- M94: galaxis
- M106: galaxis
- NGC 4449: szabálytalan galaxis
- NGC 4244: spirálgalaxis
- NGC 5005: spirálgalaxis

## Fordítás
- Ez a szócikk részben vagy egészben  a    Canes  venatici című angol Wikipédia-szócikk fordításán alapul.  Az eredeti cikk szerkesztőit annak laptörténete sorolja fel. Ez a jelzés csupán a megfogalmazás eredetét és a szerzői jogokat jelzi, nem szolgál a cikkben szereplő információk forrásmegjelöléseként.